# Do It 2nite
Do It 2nite is een nummer van het Nederlandse dj-duo Rockefeller uit 2005.
"Do It 2nite" bevat een sample uit Take Your Time (Do It Right) van The S.O.S. Band uit 1980. Het nummer haalde in Nederland, Vlaanderen, Duitsland en Frankrijk de hitlijsten. In Nederland was het nummer het meest succesvol; het haalde de 16e positie in de Nederlandse Top 40 en werd Dancesmash op Radio 538.